# Стоунфорт (Іллінойс)
Стоунфорт (англ. Stonefort) — селище (англ. village) в США, в округах Салін і Вільямсон штату Іллінойс. Населення — 224 особи (2020).

## Географія
Стоунфорт розташований за координатами 37°37′18″ пн. ш. 88°42′15″ зх. д. / 37.62167° пн. ш. 88.70417° зх. д. (37.621542, -88.704066).  За даними Бюро перепису населення США в 2010 році селище мало площу 3,78 км², з яких 3,77 км² — суходіл та 0,01 км² — водойми.

## Демографія
Згідно з переписом 2010 року, у селищі мешкало 297 осіб у 120 домогосподарствах у складі 83 родин. Густота населення становила 79 осіб/км².  Було 142 помешкання (38/км²).
Расовий склад населення:
| - 98,0 % — білих - 1,3 % — чорних або афроамериканців |

До двох чи більше рас належало 0,7 %. Частка іспаномовних становила 2,0 % від усіх жителів.
За віковим діапазоном населення розподілялося таким чином: 25,3 % — особи молодші 18 років, 57,2 % — особи у віці 18—64 років, 17,5 % — особи у віці 65 років та старші. Медіана віку мешканця становила 41,1 року. На 100 осіб жіночої статі у селищі припадало 78,9 чоловіків;  на 100 жінок у віці від 18 років та старших — 74,8 чоловіків також старших 18 років.
Середній дохід на одне домашнє господарство  становив 49 852 долари США (медіана — 37 083), а середній дохід на одну сім'ю — 57 380 доларів (медіана — 41 071). За межею бідності перебувало 20,8 % осіб, у тому числі 35,7 % дітей у віці до 18 років та 11,1 % осіб у віці 65 років та старших.
Цивільне працевлаштоване населення становило 129 осіб. Основні галузі зайнятості: сільське господарство, лісництво, риболовля — 27,1 %, освіта, охорона здоров'я та соціальна допомога — 20,2 %, фінанси, страхування та нерухомість — 9,3 %, мистецтво, розваги та відпочинок — 8,5 %.